# Beat Ballad Show Tour
Il Beat Ballad Show Tour è stato un tour della Scozia del cantante inglese Johnny Gentle, insieme a Johnny Gentle and His Group, ovvero i futuri Beatles.

## Contesto
Il 10 maggio 1960 i The Quarrymen (rinominatisi in The Silver Beetles) parteciparono a un concorso per poter accompagnare Billy Fury nel suo tour chiamato Idols on Parade, i secondi posti avevano la possibilità di accompagnare Johnny Gentle e Duffy Power in un loro tour.
I Beetles non vinsero perché il loro batterista Tommy Moore arrivò tardi e fu rimpiazzato da un novizio, Johnny Hutch.
Nonostante ciò la band fu contattata per partecipare nel tour di Gentle, visto che erano gli unici partecipanti effettivamente raggiungibili in quelle date.

## Il tour
I 5 utilizzarono degli pseudonimi per il tour: Long John, Paul Ramon, Carl Harrison, Stuart de Staël e Thomas Moore. Avevano relazioni amichevoli con Gentle, e sembra che Lennon contribuì per una canzone di Gentle chiamata I've Just Fallen for Someone.
Non sono note tutte le canzoni che furono suonate, perché non esistono registrazioni di alcun concerto, alcune delle canzoni, secondo Harrison, erano:
- (Let Me Be Your) Teddy Bear / Wear My Ring Around Your Neck (Elvis Presley)
- It Doesn't Matter Anymore / Raining in My Heart (Buddy Holly)
- I Need Your Love Tonight (Elvis Presley)
- Poor Little Fool (Ricky Nelson)
- (I Don't Know Why) But I Do (Clarence Henry)
- C'mon Everybody (Eddie Cochran)
- He'll Have to Go (Jim Reeves)

Dopo il tour, The Silver Beetles si tramuteranno in The Beatles, e si esibiranno varie volte al Cavern Club, Casbah Club, lo Jaracanda e poi in molti locali amburghesi, dando via al loro futuro successo mondiale.

## Date
| Data           | Città       | Paese  | Luogo                 |
| -------------- | ----------- | ------ | --------------------- |
| 20 Maggio 1960 | Alloa       | Scozia | Alloa Town Hall       |
| 21 Maggio 1960 | Inverness   | Scozia | Northern Meeting Hall |
| 23 Maggio 1960 | Fraserburgh | Scozia | Dalrymple Hall        |
| 25 Maggio 1960 | Keith       | Scozia | St. Thomas' Hall      |
| 26 Maggio 1960 | Forres      | Scozia | Forres Town Hall      |
| 27 Maggio 1960 | Nairn       | Scozia | Regal Ballroom        |
| 28 Maggio 1960 | Peterhead   | Scozia | Rescue Hall           |

## Formazione
- Johnny Gentle – voce solista
- Duffy Power – voce solista
- John Lennon (Long John) – voce di supporto, chitarra ritmica
- Paul McCartney (Paul Ramon) – chitarra ritmica
- George Harrison (Carl Harrison) – chitarra elettrica
- Stuart Sutcliffe (Stuart de Staël) – basso elettrico
- Tommy Moore (Thomas Moore) – batterie

### Staff
- Larry Parnes – impresario
- Allan Williams – manager
- Johnny Hutch – turnista